# Kill Blue
 
Kill Blue (キルアオ, Kiru Ao) est une série de manga japonais écrit et illustré par Tadatoshi Fujimaki. Elle a commencé sa sérialisation dans le magazine Weekly Shōnen Jump de la Shueisha en avril 2023; en novembre 2024, sept tomes sont sortis.

## Synopsis
Juzo Ogami est un quadragénaire qui travaille pour le syndicat d'assassins Z.O.O. en tant que tueur à gages prisé. Lors d'un travail visant à éliminer des criminels travaillant pour la société de manipulation génétique Mitsuoka Pharmaceuticals, Ogami est piqué par une guêpe qui modifie son ADN, régressant son âge à celui de ses 12 ans. Incapable de continuer à travailler en tant que tueur à gage à cause de sa petite taille, le chef de Z.O.O. confie à Ogami une autre mission pendant qu'ils travaillent sur un antidote: il doit intégrer un collège auquel la fille du chef postule et évaluer s'il est sûr. Ogami, n'ayant jamais reçu d'éducation formelle, découvre qu'il adore le collège et doit jongler entre son rôle d'élève et d'assassin. Il doit également collaborer avec Noren Mitsuoka, l'héritière de Mitsuoka Pharmaceuticals, qui pourrait détenir le secret pour restaurer l'âge normal d'Ogami.

## Publication
Écrite et illustrée par Tadatoshi Fujimaki, la série commence sa sérialisation dans le magazine Weekly Shōnen Jump de la Shueisha le 17 avril 2023,. En novembre 2024, les chapitres individuels de la série ont été regroupés en setp volumes tankōbon.

### Volumes
| no | Japanese          | Japanese          |
| no | Date de sortie    | ISBN              |
| -- | ----------------- | ----------------- |
| 1  | 4 septembre 2023  | 978-4-08-883686-7 |
| 2  | 2 novembre 2023   | 978-4-08-883737-6 |
| 3  | 4 janvier 2024    | 978-4-08-883797-0 |
| 4  | 4 avril 2024      | 978-4-08-883881-6 |
| 5  | 4 juin 2024       | 978-4-08-884109-0 |
| 6  | 2 août 2024       | 978-4-08-884129-8 |
| 7  | 1er novembre 2024 | 978-4-08-884252-3 |
| 8  | 4 janvier 2025    | 978-4-08-884441-1 |

## Réception
La série a été classée septième dans la liste des bandes dessinées recommandées par les employés des librairies nationales de 2024. La série s'est classée dixième dans la catégorie imprimée lors de la dixième édition des Next Manga Awards en 2024.
Kaylie Fielden de Screen Rant a estimé que l'intrigue était unique parmi les autres mangas de tueur à gages et a salué les premiers chapitres. Robbie Pleasant de Multiversity Comics a fait l'éloge des illustrations et des personnages. En ce qui concerne l'histoire, Pleasant a estimé qu'elle contenait quelques éléments inquiétants mais qu'elle les a néanmoins bien traités. Kara Dennison d'Otaku USA a décrit la série comme « Détective Conan avec une violence supplémentaire ».